# Sofie Tranholm Nielsen
Sofie Di Tranholm Nielsen (født 11. marts 2002) er en kvindelig dansk fodboldspiller, der spiller i forsvaret for Kolding IFs kvindehold i Gjensidige kvindeliga Hun har tidligere spillet på flere af Danmarks kvindefodboldlandshold.
Hun deltog desuden ved U/17-EM i fodbold for kvinder 2019 i Bulgarien, hvor holdet dog ikke nåede videre fra gruppespillet.